# Revista de Filología Alemana
Die Revista de Filología Alemana ist eine Zeitschrift zur Verbreitung der Forschung im Bereich der Deutschen Philologie, die an der Universität Complutense in Madrid sowie an anderen Universitäten mit diesem Fachgebiet durchgeführt werden. Zudem ergänzen zahlreiche Beiträge angesehener, ausländischer Experten das Spektrum der Zeitschrift. Sie richtet sich an Germanisten, Studierende der Germanistik und alle Personen, die sich für verschiedene Aspekte der Deutschen Philologie und der Kultur der deutschsprachigen Länder interessieren. Die Zeitschrift wird vom Departamento de Filología Alemana zusammen mit dem Servicio de Publicaciones der Universidad Complutense de Madrid herausgegeben. Die Revista de Filología Alemana erscheint seit 1993.